# باشگاه فوتبال تسلیه
باشگاه فوتبال تسلیه (انگلیسی: Celje Football Club) یک باشگاه فوتبال مستقر در تسلیه، اسلوونی است که در حال حاضر در لیگ دسته اول فوتبال اسلوونی، بالاترین سطح لیگ فوتبال در این کشور، به فعالیت می‌پردازد.
این باشگاه سابقه قهرمانی در هر دو سری مسابقات فوتبال سراسری اسلوونی، یعنی جام حذفی و لیگ را دارد.